# Água d' Alte

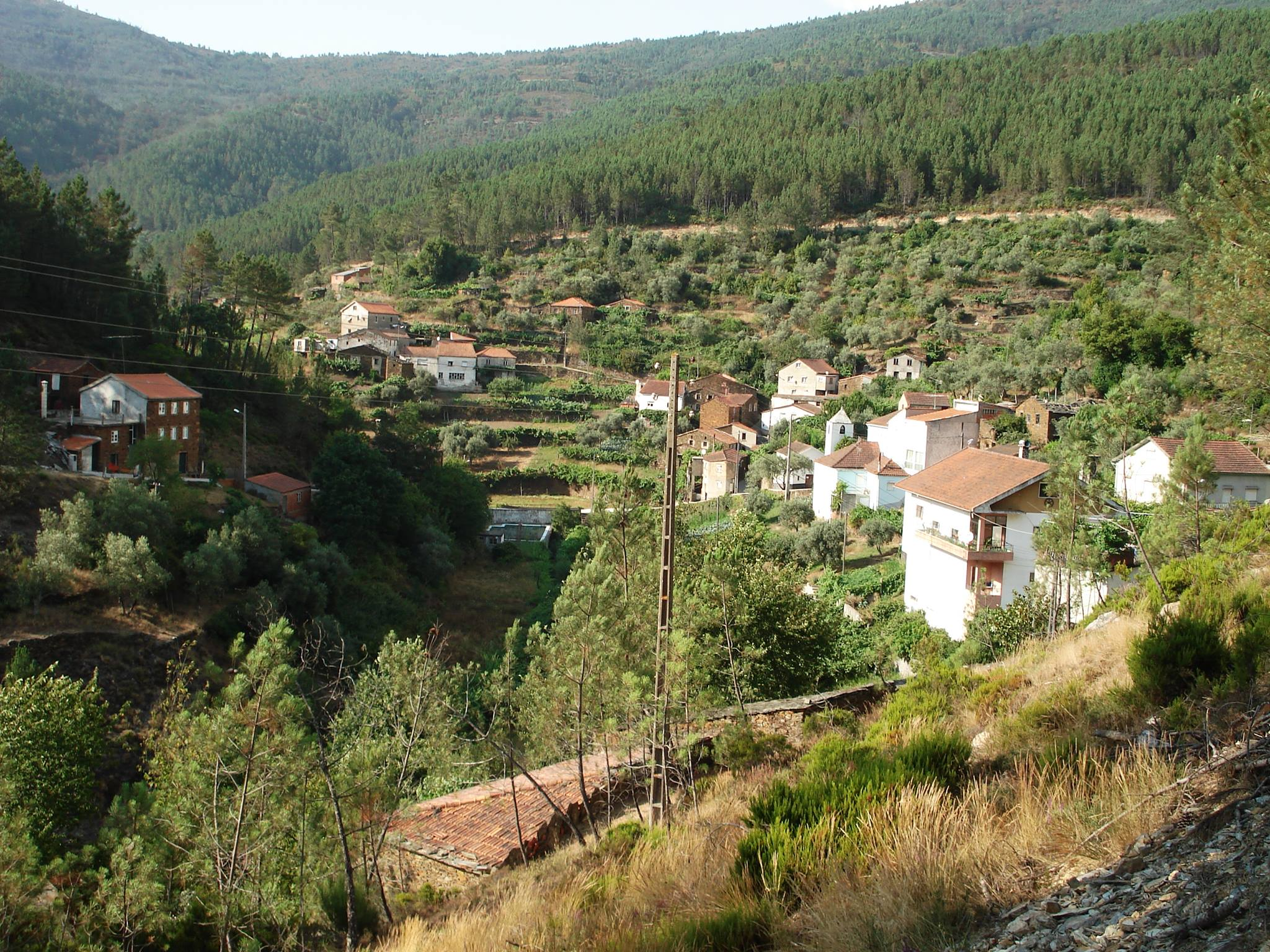
Aldeia de Água d'Alte

Água d'Alte, ou Aguadalte na grafia do século XVIII, é uma aldeia portuguesa localizada na freguesia de Teixeira, concelho de Arganil. Fica localizada na Serra do Açor, na zona centro de Portugal.
Em 2010 não contava mais de 20 habitantes, embora no século XX tenha chegado a um número bem superior. Uma capela foi erigida em honra da Rainha Santa Isabel. A aldeia é abundante em água, ali correndo uma ribeira que, nos anos 60, foi aproveitada para alimentar uma piscina para recreio dos mais jovens.